# العلاقات الألمانية المكسيكية
العلاقات الألمانية المكسيكية هي العلاقات الثنائية التي تجمع بين ألمانيا والمكسيك.

## مقارنة بين البلدين
هذه مقارنة عامة ومرجعية للدولتين:
| وجه المقارنة                                              | ألمانيا                                                                              | المكسيك                                                                               |
| --------------------------------------------------------- | ------------------------------------------------------------------------------------ | ------------------------------------------------------------------------------------- |
| المساحة (كم2)                                             | 357.41 ألف                                                                           | 1.97 مليون                                                                            |
| عدد السكان (نسمة)                                         | 81.29 مليون                                                                          | 130.53 مليون                                                                          |
| الكثافة السكانية (ن./كم²)                                 | 227.44                                                                               | 66.26                                                                                 |
| العاصمة                                                   | بون، برلين                                                                           | مدينة مكسيكو                                                                          |
| اللغة الرسمية                                             | اللغة الألمانية                                                                      | اللغة الإسبانية                                                                       |
| العملة                                                    | يورو، مارك ألماني                                                                    | بيزو مكسيكي                                                                           |
| الناتج المحلي الإجمالي (بليون دولار)                      | 3.68 تريليون                                                                         | 1.15 تريليون                                                                          |
| الناتج المحلي الإجمالي (تعادل القوة الشرائية) بليون دولار | 3.92 تريليون                                                                         | 2.16 تريليون                                                                          |
| الناتج المحلي الإجمالي الاسمي للفرد دولار أمريكي          | 41.31 ألف                                                                            | 9.01 ألف                                                                              |
| الناتج المحلي الإجمالي للفرد دولار أمريكي                 | 46.40 ألف                                                                            | 17.32 ألف                                                                             |
| مؤشر التنمية البشرية                                      | 0.926                                                                                | 0.756                                                                                 |
| رمز المكالمات الدولي                                      | +49                                                                                  | +52                                                                                   |
| رمز الإنترنت                                              | .de                                                                                  | .mx                                                                                   |
| المنطقة الزمنية                                           | توقيت وسط أوروبا، ت ع م+01:00، ت ع م+02:00، توقيت أوروبا الوسطى المعياري (ت غ م +1) ‏ | منطقة زمنية وسطى، المنطقة الزمنية الجبلية، زمن منطقة المحيط الهادئ، منطقة زمنية شرقية |

## مدن متوأمة
في ما يلي قائمة باتفاقيات التوأمة بين مدن ألمانية ومكسيكية:
- ترتبط Harburg, Hamburg [الإنجليزية]‏ مع توريون باتفاقية توأمة.
- ترتبط شتوتغارت مع مدينة مكسيكو باتفاقية توأمة منذ 1962.[16][16][17][18]
- ترتبط برلين مع مدينة مكسيكو باتفاقية توأمة منذ 5 أبريل 1994.[19][19][19][19]
- ترتبط فرانكفورت مع تيخوانا باتفاقية توأمة منذ 1975.
- ترتبط فولفسبورغ مع مدينة بويبلا باتفاقية توأمة منذ 1975.
- ترتبط رادبويل مع Cananea [الإنجليزية]‏ باتفاقية توأمة.
- ترتبط هام مع مازاتلان باتفاقية توأمة.

## منظمات دولية مشتركة
يشترك البلدان في عضوية مجموعة من المنظمات الدولية، منها:
| علم المنظمة | اسم المنظمة                        | تاريخ انضمام ألمانيا | تاريخ انضمام المكسيك |
| ----------- | ---------------------------------- | -------------------- | -------------------- |
|             | مؤسسة التمويل الدولية              | 20 يوليو 1956        | 20 يوليو 1956        |
|             | بنك التنمية الكاريبي ‏              | ?                    | ?                    |
|             | يونسكو                             | 11 يوليو 1951        | 4 نوفمبر 1946        |
|             | مجموعة أستراليا                    | 1985                 | 2013                 |
|             | الوكالة الدولية للطاقة الذرية      | 1 أكتوبر 1957        | ?                    |
|             | مجموعة الموردين النوويين           | ?                    | ?                    |
|             | مؤسسة التنمية الدولية              | 24 سبتمبر 1960       | 24 أبريل 1961        |
|             | منظمة التعاون الاقتصادي والتنمية   | 27 سبتمبر 1961       | ?                    |
|             | وكالة ضمان الاستثمار متعدد الأطراف | 12 أبريل 1988        | 1 يوليو 2009         |
|             | منظمة حظر الأسلحة الكيميائية       | 29 أبريل 1997        | ?                    |
|             | الاتحاد الدولي للاتصالات           | 1866                 | 1 يوليو 1908         |
|             | منظمة الطيران المدني الدولي        | 1956                 | ?                    |
|             | الأمم المتحدة                      | 18 سبتمبر 1973       | 7 نوفمبر 1945        |
|             | الصندوق الدولي للتنمية الزراعية    | 14 أكتوبر 1977       | ?                    |
|             | المنظمة الهيدروغرافية الدولية      | ?                    | ?                    |
|             | منظمة الشرطة الجنائية الدولية      | ?                    | ?                    |
|             | مجموعة العشرين                     | 26 سبتمبر 1999       | ?                    |
|             | البنك الدولي للإنشاء والتعمير      | 14 أغسطس 1952        | 31 ديسمبر 1945       |
|             | الاتحاد البريدي العالمي            | 1 يوليو 1875         | ?                    |
|             | منظمة التجارة العالمية             | ?                    | 1995                 |
|             | الفريق المعني برصد الأرض           | ?                    | ?                    |
|             | منظمة الأغذية والزراعة             | 7 نوفمبر 1950        | ?                    |

## أعلام
هذه قائمة لبعض الشخصيات التي تربطها علاقات بالبلدين:
- باسكوال أورتيز روبيو (سياسي مكسيكي، 10 مارس 1877 – 4 نوفمبر 1963)
- فريدا كاهلو (رسامة مكسيكية، 6 يوليو 1907[50][51][52] – 13 يوليو 1954[50][51][52])
- فيسينتي فوكس (رئيس مكسيكي سابق، 2 يوليو 1942[53][54] – )
- لورا هارينج (3 مارس 1964 – )
- ليندا كريستيان (13 نوفمبر 1923[55][56][57] – 22 يوليو 2011[55][56][57])
- ماكسيميليان إمبراطور المكسيك (6 يوليو 1832[58] – 19 يونيو 1867[58])

## وصلات خارجية
- موقع وزارة الخارجية الألمانية
- موقع وزارة الخارجية المكسيكية